# Така Павло Іванович
Павло́ Іва́нович Та́ка (16 серпня 1991 — 3 січня 2023) — військовослужбовець Збройних сил України, учасник російсько-української війни.

## Біографія
Народився 16 серпня 1991 року у селі Казаклія Республіки Молдова.
У дитячому віці з мамою та братом переїхали до вітчима в с. Камчик. Закінчив Михайлівську школу-інтернат, після чого працював на місцевій пташиній фабриці вдома у селі Камчик.
У 2022 році після російського повномасштабного вторгнення в Україну Павло добровільно пішов захищати свою країну.
Загинув 3 січня 2023 року під час виконання бойового завдання біля міста Соледар Бахмутського району Донецької області. Довгий час вважався зниклим безвісти.
Похований 16 січня 2024 року на кладовищі села Камчик.

## Вшанування пам'яті
15 березня 2024 року рішенням Саратської селищної ради присвоєно звання «Почесний мешканець села» (посмертно).
26 липня 2024 року Одеська обласна військова адміністрація перейменувала вул. Першотравневу на вул. Павла Така.